# أوتو س. غلاسر
أوتو س. غلاسر (بالإنجليزية: Otto C. Glaser)‏ هو عالم حيوانات أمريكي، ولد في 13 أكتوبر 1880، وتوفي في 1951.